# Черепинки
Чере́пинки (колишня назва Черепки) —  село в Україні, в Коростенському районі Житомирської області. Входить до складу Овруцької міської громади. Населення становить 161 осіб.

## Історія
У 1906 році село Покалівської волості Овруцького повіту Волинської губернії. Відстань від повітового міста 6 верст, від волості 10. Дворів 42, мешканців 271.